# Beszédterápia
A beszédterápia a 20. század második felében erősen elterjedt, elsősorban Carl Rogers protestáns lelkész, szociológus és taoista filozófus által kidolgozott módszer, amely nem annyira neurotikus konfliktusok oldására, hanem elsősorban a személyiség (vezetők, pedagógusok stb.) fejlesztésére, szociális érzékenységének növelésére szolgál.

## Leírása
Tulajdonképpen pszichoanalitikus orientációjú eljárás, azzal a különbséggel, hogy központi kategóriája a kliens teljes elfogadása, s nem dolgozik az indulatáttételes folyamatokkal. Fő célja, hogy közel hozza egymáshoz az énideált és a valós énképet. Fontosnak tartja, hogy ne alakuljon ki a kliens függősége a terapeutától. Rogershez csatlakozott Erich Fromm, Abraham Maslow, Viktor Frankl hasonlóan életigenlő, „szelíd” pszichoterapiája, amelyet együttesen mint humanisztikus pszichológiát szokás említeni.